# Johann Kaspar Füssli

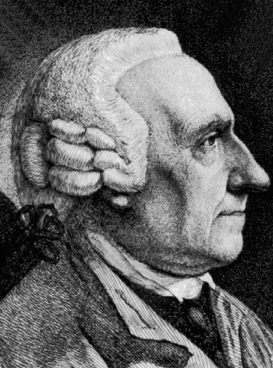
Johann Kaspar Füssli

Johann Kaspar Füssli, även Johann Fuesslin och Johann Fuessly, född 9 mars 1743 i Zürich, död 7 maj 1786 i Winterthur, var en målare, entomolog och förläggare från Schweiz.
Antagligen fick han sin utbildning i måleri från fadern Johann Caspar Füssli. Füssli inriktade sig med tiden på teckningar som visade växter och insekter. Han blev insektssamlare och utförde vidare studier. Füssli var lärare vid en skola för föräldralösa barn och senare utgav han böcker.

## Publicerade verk (urval)
- Verzeichnis der ihm bekannten Schweitzerischen Inseckten. Zürich & Winterthur 1775. Biodiversity Library
- Magazin für die Liebhaber der Entomologie. 2 band, 1778, 1779.
- Neues Magazin für Liebhaber der Entomologie. 1781 - 1786.
- Redaktör: Archiv der Insectengeschichte. 1781 - 1786, Archive